# How We Do
«How We Do» — другий сингл американського репера The Game з його дебютного альбому The Documentary. Гостем треку є 50 Cent. How We Do містить у собі інтерполяцію пісні Smerphies Dance яку виконує Spyder-D. Продюсерами пісні є Dr. Dre та Майк Елізондо. How We Do досягнула комерційного успіху у світі: трек займав місця у Топ 10 у багатьох країнах, включно з Великою Британією, Ірландією, Нідерландами, Швейцарією, Німеччиною та Новою Зеландією. Сингл був комерційно успішним У США, досягнувши 4-ої сходинки у Billboard Hot 100, де протримався впродовж чотирьох тижнів, ставши першим топ 5 синглом у чартах The Game як сольного виконавця.

## Історія
The Game: «Я був на студії, слухав біти Dre і наткнувся на біт, який одразу ж мені сподобався. Я не повинен був сидіти й слухати біти, я робив це без дозволу. (Сміється) Я прослухав близько тридцяти бітів і зробив це дуже швидко, тому що Dre вийшов ненадовго, аби з кимось зустрітися. Саме тому я збрехав Віто (помічник Dre), що "Dre хоче, аби я послухав все підряд", адже мені не дуже подобалися біти, які він мені запропонував. Біт мав назву "Fresh 83" у папці на комп'ютері Dre. Я подумав, що цей біт нагадує йому "83 breakdancing shit". "Звичайно Dre поводився так, наче йому не дуже подобався мій вибір. Я сказав: "Дай мені 30 хвилин". І я почав писати. Коли Dre повернувся і почув перший куплет, то сказав: "О, так, нам потрібно закінчити цей трек." Коли я написав всю пісню, у мене не було хука: я просто читав протягом цілого біта. Без 50 Cent на гуці, пісня виходила якоюсь прохідною. І Dre сказав: "Так, нам потрібно зупинитися і написати хук." І він подзвонив 50, той приїхав і написав хук. Коли ми всі зрозуміли, що вийшло круто, 50 захотів написати свій куплет. Таким чином із пісні забрали мій другий куплет, там було дуже багато слів. Всі мої куплети написав я, все що зробив 50 — це трошки підлаштував їх під себе. Не у своєму стилі, але він прибрав декілька рядків і додав кілька фраз. Він не дуже поміняв слова.»
Майк Лінн (A&R на Aftermath): «Насправді The Game не писав частини 50. Фіфті залучили до роботи над піснею із самого початку. Це був один із тих випадків, коли 50 приїхав у місто і провів на студії близько тижня. Там були The Game i 50 Cent, які слухали й писали в один і той же час. Не було так, ніби цей біт належав 50 і він віддав його The Game, а потім забрав його куплет із пісні. Всю пісню в основному було зроблено в одній кімнаті. Було так: «На біса це, зробімо так, а тепер так". 50 з'явився для того, аби написати хук, та насправді зробив більше для цієї пісні. Дещо додав, вніс свої частинки та написав хук.»

## Музичне відео
Режисером відеокліпу став відомий у реп-колах режисер Гайп Вільямс. За деякими даними, на роботу над кліпом було потрачено приблизно $700–800 тис. У кліпі окрім The Game та 50 Cent також засвітився Dr. Dre, на той час перша леді G-Unit Олівія, брат The Game BigFase 100 та DJ Quik.
Анджело Сандерс (A&R на Aftermath): «How We Do був синглом із цим граним відео. Вільямса навіть не просили знімати відео, він сам захотів. Він мав чітке бачення цього відео. В той час одержати його згоду — це було щось неймовірне. Саме тому ми замовкли, підняли вгору великі пальці і підтримували все, що він хотів зробити. Я думаю, він потратив $750 тис. на гране відео, і воно вийшло хріновим. Звичайне хіп-хоп відео. Там навіть немає ніяких дівчат. Я не побачив того вибуху, якого очікував.»

## Ротація
Пісня стала хітом на урбан і ритмічних радіостанціях та була успішною нмейнстримовихих радіостанціях США. Вона піднялася на четверту позицію Billboard Hot 100 на початку 2005 року, ставши таким чином першим Toп 5 хітом The Game; трек також досягнув платинових продажів. Пісня втратила свої позиції у чарті досить швидко зупинившись у Топ 10, мабуть, через велику конкуренцію і завантаженість радіо синглами від 50 Cent та Eminem. Втім незважаючи на досить швидке падіння позицій у чарті, пісні все ж вдалося втриматись у Топ 40 протягом місяця, незважаючи на, чи навпаки через наступний сингл The Game «Hate It or Love It» який став набагато успішнішим на попрадіо всього через декілька тижнів після того, як «How We Do» дебютував. Ця пісня також увійшла до саундтреку гри Midnight Club 3.

## Ремікси
Популярним був неофіційно створений ремікс, який з'явився на youtube 2006 року, за участі 2Pac та Eazy-E з новим куплетом від The Game. Також були ремікси за участі Фейт Еванс, Fabolous, Busta Rhymes та Монтелла Джордана. Попри це два куплети Busta Rhymes i Fabolus було взято з пісні Never Leave You Луміді, а вокал Монтелла Джордана було взято із пісні «This Is How We Do It».

## Список композицій
Сторона A
- "How We Do (edited)" (4:03)

Сторона B
- "How We Do (edited)" (4:03)
- "How We Do (explicit)" (4:20)
- "How We Do (instrumental)" (4:04)
- "How We Do (a cappella)" (3:01)

## Чарти
| Чарт (2004–2005)                          | Пікова позиція |
| ----------------------------------------- | -------------- |
| Австралія (ARIA)                          | 24             |
| Австралія (ARIA) Urban Singles            | 7              |
| Австрія (Ö3 Austria Top 75)               | 18             |
| Бельгія (Ultratop Flanders)               | 13             |
| Бельгія (Ultratop Wallonia)               | 17             |
| Канада CHR/Pop Top 30 (Radio & Records)   | 11             |
| Європа (European Hot 100 Singles)         | 16             |
| Франція (SNEP)                            | 30             |
| Німеччина (Media Control AG)              | 9              |
| Греція (IFPI)                             | 19             |
| Ірландія (IRMA)                           | 8              |
| Нідерланди (Dutch Top 40)                 | 5              |
| Нідерланди (Mega Single Top 100)          | 5              |
| Нова Зеландія (RIANZ)                     | 4              |
| Норвегія (VG-lista)                       | 19             |
| Шотландія (Official Charts Company)       | 8              |
| Швейцарія (Media Control AG)              | 8              |
| Велика Британія (UK R&B Chart)            | 3              |
| Велика Британія (Official Charts Company) | 5              |
| США (Billboard Hot 100)                   | 4              |
| США (Hot R&B/Hip-Hop Songs) (Billboard)   | 2              |
| США Pop Songs (Billboard)                 | 14             |
| США (Rap Songs) (Billboard)               | 2              |

| Чарт (2005)                                                          | Позиція |
| -------------------------------------------------------------------- | ------- |
| Бельгія (Ultratop 50 Flanders)                                       | 81      |
| Європа European Hot 100 Singles (Billboard)                          | 72      |
| Німеччина (Official German Charts)                                   | 65      |
| Нідерланди (Dutch Top 40)                                            | 77      |
| Нідерланди (Single Top 100)                                          | 75      |
| Швейцарія (Schweizer Hitparade)                                      | 52      |
| Велика Британія UK Singles (OCC)                                     | 93      |
| Велика Британія UK Urban (Music Week) "How We Do" / "WestSide Story" | 13      |
| США Billboard Hot 100                                                | 19      |
| США Hot R&B/Hip-Hop Songs (Billboard)                                | 8       |

## Сертифікації
| Регіон | Сертифікація  | Продажі  |
| --- | ------------- | -------- |
| Данія (IFPI Denmark)                                                                                       | Золотий       | 45 000   |
| Німеччина (BVMI)                                                                                           | Платиновий    | 300 000  |
| Нова Зеландія (RIANZ)                                                                                      | 2× Платиновий | 60 000   |
| Велика Британія (BPI)                                                                                      | Платиновий    | 600 000  |
| США (RIAA) Digital                                                                                         | Золотий       | 500 000* |
| США (RIAA) Mastertone                                                                                      | Золотий       | 500 000* |
| *продажі, що базуються лише на сертифікаціях · продажі+прослуховування, що базуються лише на сертифікаціях |               |          |